# Schweizerische Rheinhäfen
Die Schweizerischen Rheinhäfen (früher Rheinhäfen beider Basel) sind eine Anstalt öffentlichen Rechts im Besitz der Kantone Basel-Landschaft und Basel-Stadt, die drei Hafenteile entlang des Rheins bewirtschaftet. Diese Binnenhäfen stellen die wichtigste Drehscheibe des Im- und Exports der Schweiz dar.
Die Freiheit der Schifffahrt auf dem Rhein, der von Rheinfelden bis Rotterdam schiffbar ist, wird von der Mannheimer Akte vom 17. Oktober 1868 garantiert. Damit besitzt die Schweiz einen völkerrechtlich garantierten Zugang zum Meer und kann seit 1992 über den Main-Donau-Kanal auch Ungarn und Südeuropa erreichen.

## Geschichte der Rheinhäfen
Schon seit der Antike ist der Rhein ein wichtiger Transportweg zwischen der Nordsee und dem Mittelmeer. Es wurde gerudert, gesegelt, gestakt und getreidelt, und bis ins 19. Jahrhundert hinein auch die Flösserei betrieben.
Im 19. Jahrhundert wurde der bis dahin frei mäandrierende Oberrhein begradigt und in ein festes Bett gezwungen. Dadurch verstärkte sich die Strömungsgeschwindigkeit, was zu einer verstärkten Erosion führte. Dies erschwerte die Schifffahrt enorm, und der Abschnitt zwischen Strassburg und Basel galt daher für moderne grosse Motorschiffe als unpassierbar.
1902 publizierte der Ingenieur Rudolf Gelpke die Schrift «Die Ausdehnung der Grossschifffahrt auf dem Rhein von Strassburg nach Basel», in der er darlegte, dass der Oberrhein bis Basel schiffbar sei. 1903 führte er den praktischen Beweis, indem er mit dem Schraubendampfer «Justitia» bis zur Mittleren Brücke fuhr. Am 2. Juni 1904 erreichte als erster Schleppzug der Schleppdampfer «Knipscheer IX» mit dem mit 300 Tonnen Kohle beladenen Schleppkahn «Christina» am Haken Basel.
Die erste Basler Hafenanlage wurde zwischen 1906 und 1911 am Rheinkilometer 168.0 auf der linken Rheinseite, also im St. Johann, gebaut. Dieser älteste Basler Rheinhafen wurde 2010 stillgelegt und die Hafenanlagen abgebrochen. Heute steht hier der Campus des Chemieunternehmens Novartis; das Rheinbord wurde der Allmend zugewiesen und zu einer Promenade ausgebaut.
1914 begann die Planung für einen Hafen in Kleinhüningen. 1919 begann der Aushub des ersten Hafenbeckens, im August 1922 legte der erste Schleppzug an.
1924 wurde das Projekt eines Rheinhafens auf dem Gebiet «Bäumlihof» zwischen Riehen und Basel ausgearbeitet, das jedoch nicht realisiert wurde.
1936–1939 wurde im Rahmen eines Arbeitsbeschaffungsprojekts des Basler Arbeitsrappens in Kleinhüningen das Hafenbecken II von Hand ausgehoben. Es wurde nach dem Zweiten Weltkrieg in Betrieb genommen. Das Aushubmaterial wurde für die Aufschüttung der Stehrampen des Fussballstadions St. Jakob verwendet.
Zwischen 1937 und 1940 wurden auch in Birsfelden und Muttenz Hafenanlagen gebaut.
Die Schifffahrt war allerdings sehr stark vom Wasserstand abhängig, vor allem bei Niedrigwasser konnte manchmal tage- oder wochenlang gar nicht gefahren werden. Das änderte sich, als Frankreich in den 1950er-Jahren den Grand canal d’Alsace fertigstellte. Seither ist der Oberrhein, ausgenommen bei Hochwasser, weitgehend unabhängig vom Wasserstand schiffbar.
2007 wurden die drei Rheinhäfen von Basel, Birsfelden und Muttenz in der öffentlich-rechtlichen Gesellschaft «Schweizerische Rheinhäfen» zusammengeführt. Der rechtliche Sitz der Gesellschaft ist Birsfelden, die Direktion hat ihren Sitz in Basel. Der Direktor ist Florian Röthlingshöfer.
In den letzten Jahren wurde die Schifffahrt auf dem Rhein, angetrieben durch den Klimawandel, wegen des Niedrigwassers vielerorts eingeschränkt oder ganz eingestellt. Im Sommer 2018 wurde damit begonnen, die Fahrrinne bei Basel durch Ausbaggern um rund 30 cm zu vertiefen. Das verregnete erste Halbjahr 2024, mit der Unwetterserie im Sommer, sorgte hingegen wegen des Hochwassers für viele Einsätze des Schleppschiffs Wild Maa.

## Rheinhäfen
Über die drei Rheinhäfen in und um die Stadt Basel wurden 2009 10 Prozent des gesamten mengenmässigen Aussenhandels der Schweiz abgewickelt, und 30–40 Prozent des jährlichen Mineralölverbrauchs der Schweiz wird über Lieferungen über die Rheinhäfen abgedeckt.
Rheinabwärts findet man folgende Häfen:

### Auhafen Muttenz

Flugaufnahme des Auhafen 1964

Der Auhafen liegt auf der linken Rheinseite im Kanton Basel-Landschaft, ist ein Teil der Birsfelder Hafenanlagen, befindet sich jedoch auf Gemeindegebiet von Muttenz. Er wurde zwischen 1937 und 1940 erstellt und ist seither mehrfach erweitert worden. Im Auhafen werden besonders flüssige Treib- und Brennstoffe umgeschlagen und gelagert. Daneben wird er auch für den Umschlag von Schwergut, Speiseöl, Dünger, Aluminiumoxid und Getreide verwendet.

### Rheinhafen Birsfelden
Der Hafen Birsfelden liegt auf der linken Rheinseite im Kanton Basel-Landschaft und befindet sich im Gemeindegebiet von Birsfelden. Er wurde zwischen 1937 und 1940 erstellt und wurde seither mehrfach erweitert. Dieser Hafen ist auf den Umschlag und die Lagerung von flüssigen Treib- und Brennstoffen sowie von Trockengütern spezialisiert.
Der Umschlagterminal wird von Swissterminal betrieben. Er verfügt über 4 Gleise mit insgesamt 560 m Länge.

### Rheinhafen Kleinhüningen

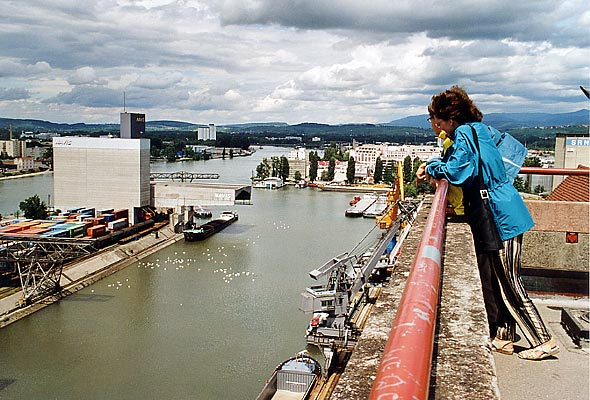
Aussicht vom Siloturm im Hafen Kleinhüningen Richtung Norden zum Dreiländereck

Der Rheinhafen Kleinhüningen, teilweise auch Rheinhafen Klybeck-Kleinhüningen genannt, liegt im Basler Wohnviertel Kleinhüningen auf der Kleinbasler (rechten) Rheinseite beim Dreiländereck Schweiz/Deutschland/Frankreich. Der Hafen besteht aus den beiden Hafenbecken I und II und einem Wendebecken. Kleinhüningen verfügt über drei Containerterminals und verschiedene Silos und Tanklager. Neben Containern werden hauptsächlich Trockengüter wie Stahl, Aluminium, Buntmetalle und flüssige Stoffe umgeschlagen.
Am 2. August 1922 wurde das Hafenbecken I eröffnet. Bis 1924 wurden Krananlagen und Gebäude für die Reedereien erstellt. In den Jahren 1936 bis 1939 folgte das Hafenbecken II.
Die Umschlagterminals werden von Swissterminal und Contargo betrieben.
Der 1923 vom Architekten Hans Bernoulli erbaute Siloturm (Bernoullisilo) bietet mit seiner öffentlich zugänglichen Aussichtsplattform eine gute Möglichkeit, den Hafen zu überblicken. Zusammen mit der Ausstellung Verkehrsdrehscheibe Schweiz und unser Weg zum Meer und dem Dreiländereck ist der Kleinhüninger Rheinhafen ein beliebtes Ziel für Schulreisen und Ausflügler.
Kleinhüningen ist der Sitz der Rheinschifffahrts- und Patentprüfungsbehörde und Heimathafen der Basler Personenschifffahrt. Daneben ist Basel seit dem 9. April 1941 offizieller Heimat- und Registerhafen der Schweizerischen Hochseeschifffahrt. Unter den Umschlagsanlagen sind drei Containerterminals, Silos, ein Tanklager und weitere Vorrichtungen für flüssige Stoffe, Buntmetalle, Stahl und Aluminium.

### Daten der Schweizerischen Rheinhäfen
- Fläche 1,3 km²
- Umschlagspotential von gegen 15 Mio. Tonnen Gütern pro Jahr
- Umsatz von 6,5 Mio. Tonnen (2010)
- 100 km Bahngleis
- 7 km Quailänge
- Silos für insgesamt 385'000 m³ Getreide
- 80'000 m³ sonstige Schüttgutlager
- Tanklager für 1'250'000 m³ Flüssiggut
- 250'000 m² gedeckte Lager
- 200'000 m² offene Lager (Containerterminals)
- 60 Kräne mit Hubkraft zwischen 5 t und 400 t

### Nächstgelegene Rheinhäfen
Die beiden nächstgelegenen Rheinhäfen stromabwärts sind der Rheinhafen Weil am Rhein und stromaufwärts der Rheinhafen Rheinfelden, beide in Deutschland.

## Zusammenlegung der Rheinhäfen
Bei einer Abstimmung zum Rheinhafenvertrag durch das Baselbieter Stimmvolk wurde mit einer 81%igen Mehrheit der gemeinsamen Weiterentwicklung der Rheinhäfen und einer Zusammenarbeit mit Basel-Stadt zugestimmt.
Mit der Zusammenlegung der beiden Häfen auf der Basis des Rheinhafenvertrags und der Ausgliederung aus den Verwaltungen wurde die Voraussetzung für eine integrierte Vermarktung und optimierte Nutzung der Hafenareale geschaffen. Als öffentlich-rechtliche Anstalt erhielten die Schweizerischen Rheinhäfen jenen Handlungsspielraum, den sie brauchen, um im internationalen Wettbewerb – gegenüber den Häfen im Ruhrgebiet und auch gegenüber dem Schienenweg – zu bestehen. Sie können die Hafenareale flexibler nutzen. Schwankungen beim Export/Import werden besser verteilt und aufgefangen. Dies sichert langfristig die Ertragskraft, und mit einer höheren Wertschöpfung darf gerechnet werden.

## Zukunft der Rheinhäfen
Im Hafen Kleinhüningen stehen in den kommenden Jahrzehnten grössere raumplanerische Veränderungen an. Die Hafenanlagen an den Rheinuferlagen (Klybeck- und Westquai) sollen mittelfristig weichen und neuen Nutzungen Platz machen. Voraussetzung dafür ist aber, dass die heute dort beheimateten Logistikanlagen neue Standorte finden.

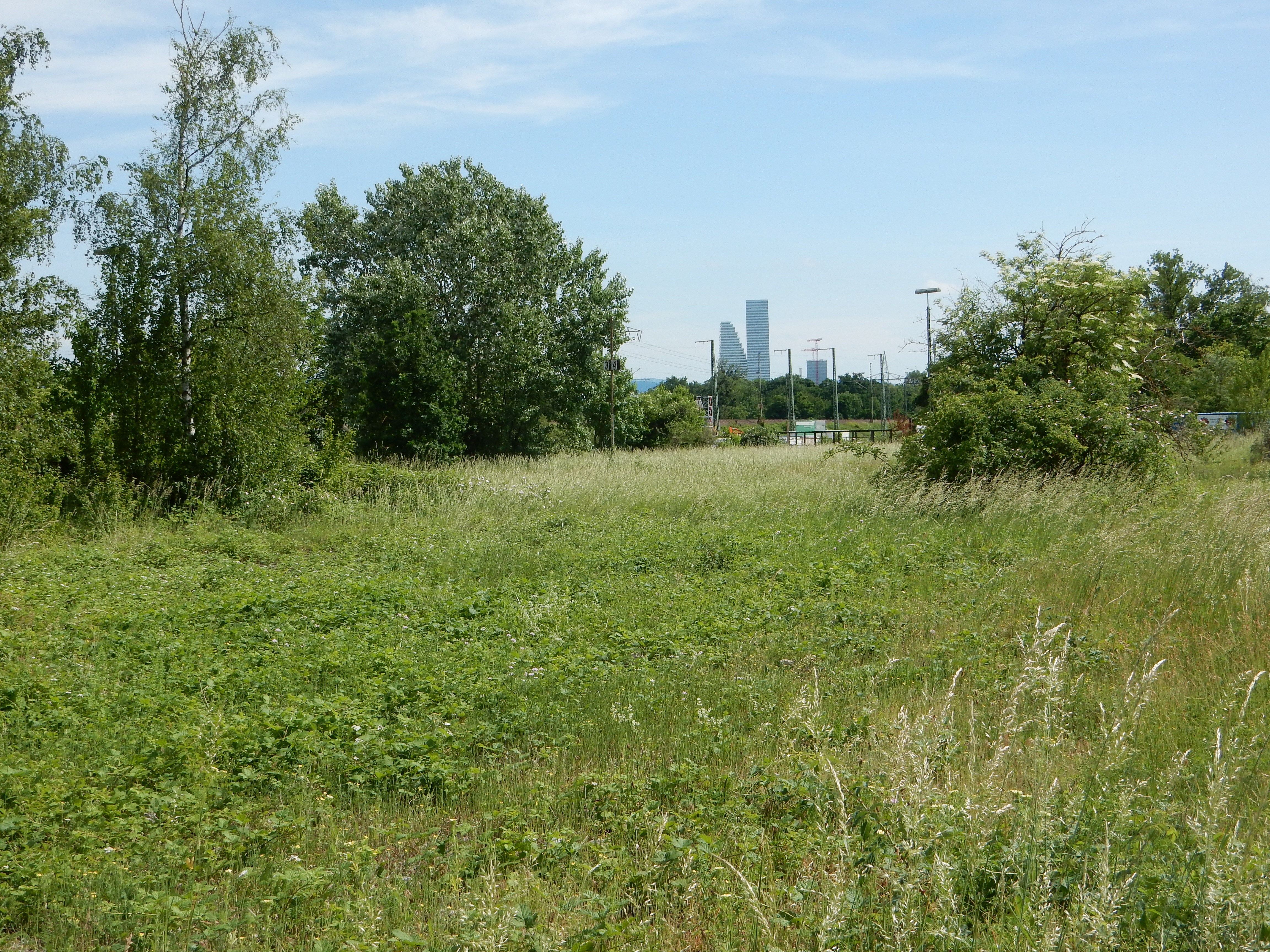
Gateway Basel Nord – geplantes Baugebiet

Ein Grossprojekt und weit mehr als nur ein Ersatzstandort ist das neue Containerterminal „Basel Gateway Nord“ (GBN), das mit einem dritten Hafenbecken an den Rhein angebunden werden soll. Dieses Gemeinschaftsprojekt der Schweizerischen Rheinhäfen und von SBB Cargo ist eine Antwort auf die Ausbaupläne der Seehäfen – darunter insbesondere der Ausbau der Containerkapazitäten in der Rotterdamer Maasvlakte 2. Verschiedene Prognosen gehen davon aus, dass diese Kapazitätserweiterungen mindestens eine Verdoppelung der Containerverkehre für die Schweiz bewirken werden. Im Terminal Basel Gateway Nord sollen jährlich bis zu 390'000 Container umgeschlagen werden. (Zum Vergleich: Heute werden in den Schweizerischen Rheinhäfen jährlich 100'000 Container verladen.) 2020 wurde dem Projekt in einer Volksabstimmung des Kantons Basel-Stadt mit 57 % Ja zugestimmt.

## Revierzentrale Basel

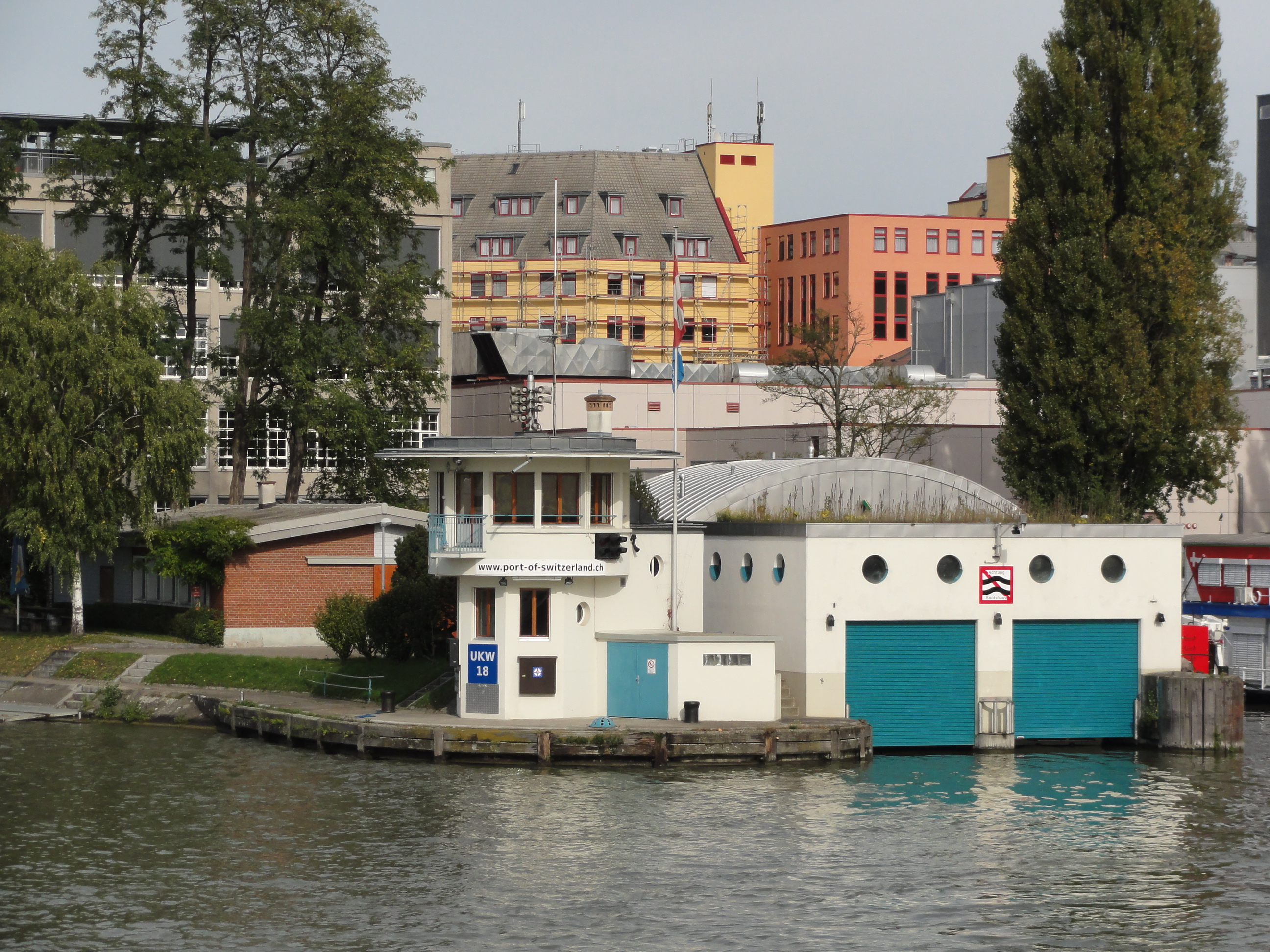
Revierzentrale Basel

Die Schweizerischen Rheinhäfen betreiben eine Revierzentrale, die den Verkehr der Rheinschifffahrt zwischen Märkt (Deutschland) und Rheinfelden kontrolliert. Sie ist an das Melde- und Informationssystem Binnenschifffahrt (MIB) angeschlossen. Das 1943 erbaute turmartige Gebäude mit auskragendem Obergeschoss befindet sich an der Einfahrt des Rheinhafens Kleinhüningen ⊙, direkt an der Grenze zu Deutschland südlich der Dreiländerbrücke. Es ist im Inventar der schützenswerten Ortsbilder der Schweiz aufgeführt.

## Siehe
- Hafenfest Basel